# Funktionelle fødevarer
Funktionelle fødevarer er den danske betegnelse for det engelske udtryk functional food, betegnelsen dækker fødevarer som har fået tilført bestemte egenskaber, for eksempel øget/ændret vitaminindhold. En sådan tilførsel af egenskaber kan være ernæringsmæssigt fornuftig, men kan også udnyttes i reklameøjemed, da mindre lødige produkter kan markedsføres på enkelte gode egenskaber.
Fødevarestyrelsen definerer funktionelle fødevarer som mad, der er specielt udviklet til at have bestemte virkninger, som kan fremme sundheden eller forebygge sygdomme. Fx er skummetmælk en funktionel fødevare, da man har ændret på den naturlige sammensætning ved at fjerne noget af fedtet og bevare de naturlige næringsstoffer i mælken. Når man i stedet tilsætter vitaminer eller mineraler, bliver det også en beriget fødevare (på engelsk: fortified food). Fx er det lovpligtigt i Danmark at tilsætte jod til husholdningssalt, og det er tilladt (valgfrit) at tilsætte A-vitamin til margariner. Både funktionelle og berigede fødevarer går ind under begrebet novel foods, altså nye fødevarer.

## Ekstern henvisning
- Funktionelle fødevarer Arkiveret 20. oktober 2008 hos  Wayback Machine – Fødevarestyrelsens pjece om funktionelle fødevarer.

| Mad og drikke | Spire Denne artikel om mad og drikke er en spire som bør udbygges. Du er velkommen til at hjælpe Wikipedia ved at udvide den. |